# Konawaruk
Konawaruk je rijeka u Gvajani. Pritoka je rijeke Essequibo.
U području uz rijeku glavna je industrija rudarstvo, poglavito za zlatom, zbog čega je rijeka jako onečišćena.